# Kladno
Kladno (Duits: Kladen) is een stad en Tsjechische gemeente in de regio Midden-Bohemen en maakt deel uit van het district Kladno. De stad ligt 30 kilometer ten noordwesten van Praag. Kladno is de grootste stad van Midden-Bohemen en de 13e grootste van het land.
Kladno telt 68.436 inwoners (2023).

## Geografie
Er lopen een paar beken door de stad, waarvan de belangrijkste de Dřetovickýbeek is. Ook de Týnecký- en Lidickýbeek lopen door en in de buurt van de stad. De Rozdělovskýbeek nabĳ de stad behoort tot het stroomgebied van de Berounka. Verder is Kladno bijna volledig omgeven door bossen van het beschermd natuurgebied Křivoklátsko en Natuurpark Džbán.
In het grootste deel van de stad en in de noordelijke tot westelijke omgeving zĳn diepe steenkoolafzettingen uit het carboontĳdperk te vinden, die thans gedeeltelijk worden ontgonnen. Het landschap is hier en daar getekend door sporen van mijnbouw en industriële activiteit in de 19e en 20e eeuw.

## Etymologie
De naam is afgeleid van het woord kláda en verwĳst naar de beboste omgeving.

## Geschiedenis

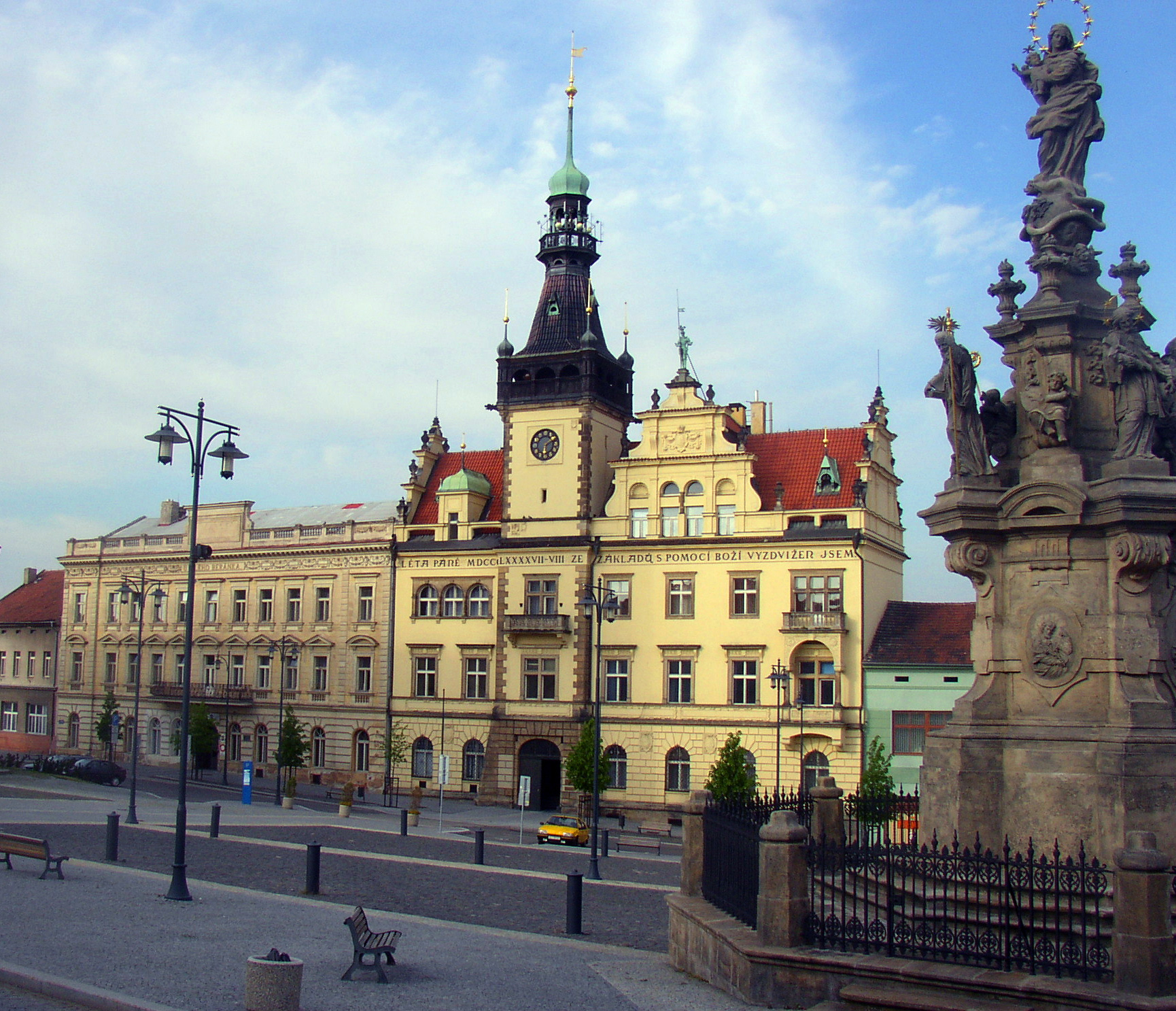
Het gemeentehuis van Kladno aan het Burgemeester Pavelplein.

De eerste vermelding van de stad dateert van 1318. Het was een klein dorpje in bezit van de familie Kladensti van Kladno. De laatste mannelijke afstammeling van die familie stierf in 1543, waarna Kladno eigendom werd van het geslacht Žďárský van Žďár. Zij bleven eigenaren van de stad, die in 1561 de status nederzetting met stedelijk karakter had verkregen, tot het jaar 1701. In dat jaar kocht Anna Maria Františka Kladno, om de stad in 1705 door te verkopen aan de Benedictijnen van het klooster van Břevnov.
Ten tijde van de Dertigjarige Oorlog kreeg Kladno te maken met tegenspoed. Aan de vooravond van de Slag op de Witte Berg - op 7 november 1620 - werd de stad geplunderd door Poolse Kozakken in keizerlijke dienst, die met het keizerlijke leger op weg waren van Rakovník naar Praag. Na de slag - in 1622 - werden ridder Florian Jetřich Žďárský van Žďár en heer van Kladno, Jan Jiří Žďárský, bevorderd tot de adelstand en droegen sindsdien de titel baron.
Onder de kunstminnende abten Otmar Zincke en Benno II Löbel, die de stad in 1705 aankochten, kwam Kladno weer tot bloei. Löbel gaf, in samenwerking met de beroemde Tsjechische architect Kilián Ignác Dientzenhofer, de stad een barokken uitstraling, die thans nog steeds zichtbaar zijn. Het vervallen kasteel werd ingrijpend verbouwd en verkleind, de oudere vroegbarokken Florianskapel werd omgebouwd tot een laatbarokken gebouw met twee torens en een koepel, en op het plein werd een Mariazuil gebouwd.
Tijdens de Oostenrijkse Successieoorlog, in 1741 en 1742, vluchtten de benedictijner monniken herhaaldelijk voor militaire acties van Břevnov naar Kladno. Door de uitgestrekte bossen bleek Kladno een goede schuilplaats. In 1780 stichtte de abt Stephan Rautenstrauch twee nieuwe dorpen: Štěpánov bij Kročehlav en Rozdělov, net ten westen van Kladno. Daar gingen kolonisten uit het Duitssprekende Broumov wonen. Kladno bloeide, maar zelfs aan het begin van de 19e eeuw was het slechts een klein onbeduidend stadje in een dunbevolkt agrarisch landschap. Bĳ de brand van 1814 telde de stad slechts 650 inwoners.
In 1830 werd de paardenspoorweg Praag-Lány in gebruik genomen. Dit was de tweede spoorweg op het Europese vasteland. In 1850 werd een kolenmĳn geopend in Kladno, wat er voor zorgde dat de stad een industrieel centrum begon te worden en snel groeide. Hierdoor kreeg Kladno in 1870 officieel het predicaat stad, en in 1898 zelfs het predicaat koninklijke bergstad. In 1889 werd een staalfabriek geopend. De tijden van voorspoed duurden voor de stad tot aan de bezetting door de nazi's in maart 1939. Zij sloten alle bestuurders van de stad op in de gevangenis en zetten hen uit hun functies. Ook speelde de Gestapo van Kladno een belangrijke rol bij de Slachting van Lidice.

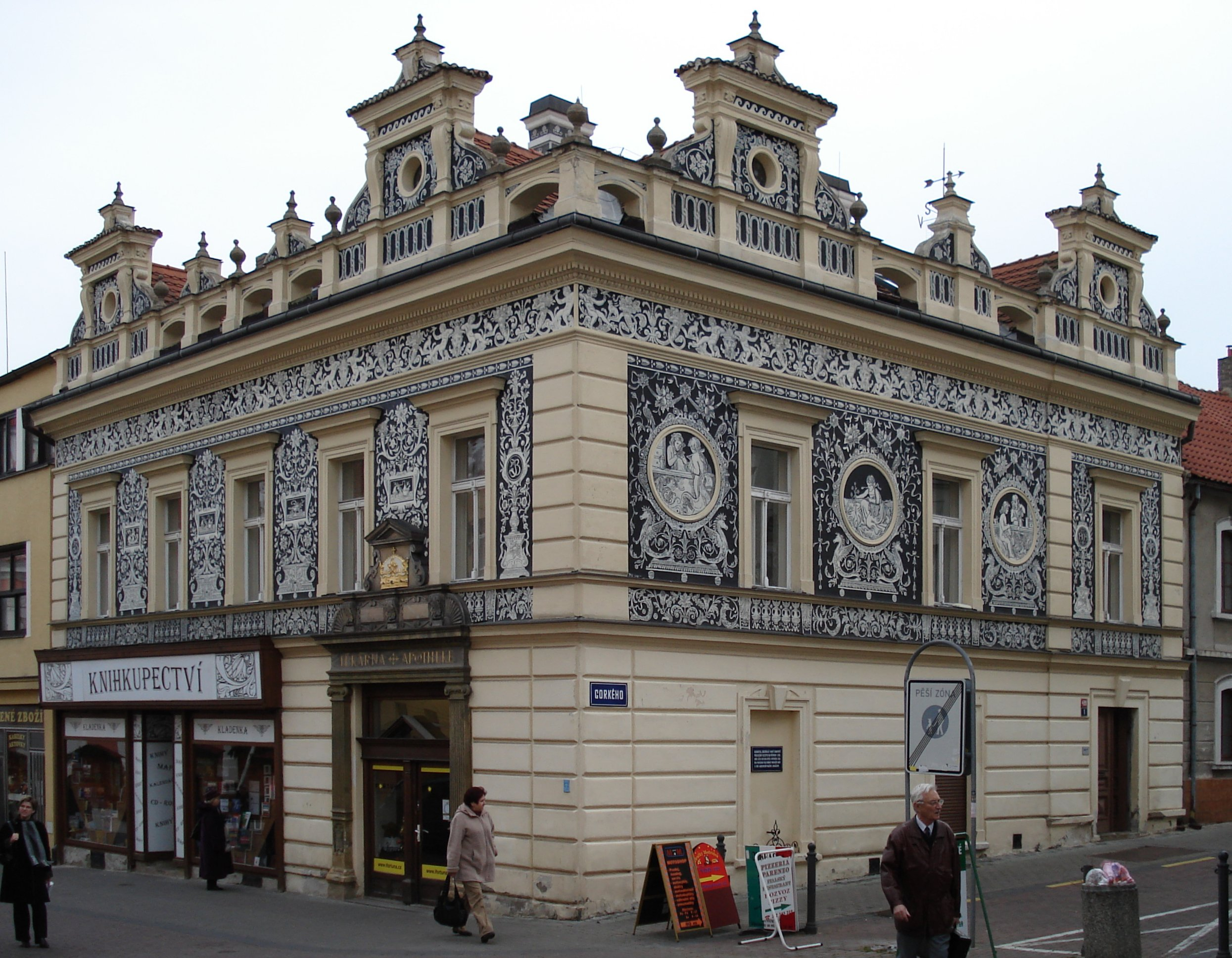
Neorenaissancehuis in Kladno

Ondanks dat bleef Kladno tijdens en na de Tweede Wereldoorlog gestaag groeien. In 1941 werd Kladno samengevoegd met Krocehlavy, Rozdelov, Dubí, Drin en Ujezd. In 1950 kwam de gemeente Vrapice erbij en in 1980 Svermov.

## Onderwijs
In Kladno zijn 20 basisscholen, 13 middelbare scholen, waarvan 2 gymnasia, en 5 scholen in het hoger onderwĳs (vergelĳkbaar met MBO en HBO). Daarnaast is de Faculteit Biomedische Technologie van de Tsjechische Technische Universiteit van Praag gevestigd aan het Sítnáplein.

## Sport
Jaarlijks wordt in Kladno de internationale meerkampwedstrijd TNT-Fortuna Meeting gehouden. Deze atletiekwedstrijd vindt plaats in Sletiště Stadion.

## Industrie
Kabelfabrikant Kablo, de handelt onder de merknaam NKT, is sinds 1865 in Kladno gevestigd. In het 21-eeuwse industriegebied Kladno-Zuid is een van de grootste productiefabrieken van het Deense speelgoedbedrijf LEGO gevestigd, evenals een grote bakkerij van het Belgische bedrijf La Lorraine Bakery Group.

## Partnersteden
- Bellevue (Verenigde Staten)
- Vitry-sur-Seine (Frankrijk)
- Aken (stad) (Duitsland)

## Geboren
- Anton Cermak (Antonín Čermák; 1873-1933), burgemeester van Chicago;
- Jiří Dienstbier (1937-2011), dissident, journalist, politicus en minister van Buitenlandse Zaken;
- Vlastimil Hort (1944-2025), Duits schaker;
- Jaromír Jágr (1972), ijshockeyspeler;
- Zdeněk Miler (1921-2011), animator en illustrator (bedenker van Het Molletje);
- Petr Pithart (1941), Eerste Minister.